# 5-та кавалерійська дивізія (Російська імперія)
5-та кавалерійська дивізія — кавалерійське з'єднання в складі Російської імператорської армії. Входила до складу 16-го армійського корпусу.

## Історія

### Формування
5-та легка кавалерійська дивізія була утворена в 1833 році під час чергової реорганізації кавалерії. До її складу увійшли два гусарських і два уланських полки, розділених побригадно. У 1835 році номера легких кавалерійських дивізій були змінені, при цьому колишня 5-та стала 4-ю, а колишня 6-та стала 5-ю.
Після скасування 17 квітня 1856 року 2-го резервного кавалерійського корпусу, до складу кожної легкої кавалерійської дивізії було включено по одному драгунського полку. Бригадний поділ дивізій було скасовано. Після поділу в 1856 році драгунських полків навпіл, в дивізіях стало по два драгунських полки. Після скасування кірасирських полків і кірасирської дивізії в 1860 році слово «легка» було виключено з назви кавалерійських дивізій.
У 1873 році в кожній кавалерійській дивізії було утворено по дві бригади, по три полки в кожній (один драгунський, один уланський і один гусарський). У 1875 році другі бригади дивізій були відокремлені та розгорнуті в окремі дивізії. До складу кожної дивізії було додано по одному козацькому полку. Всім дивізіям була надана нова нумерація, при цьому колишня 5-та дивізія стала 9-ю, а колишня 3-тя дивізія стала 5-ю.

### Бойовий шлях
5-та кавалерійська дивізія брала участь у Першій світовій війні, активна учасниця бойових дій в Прибалтиці навесні 1915 року. В квітні 1915 року завдала успішний контрудар.

## Склад дивізії

### 1833-1835
- 1-ша бригада
  - Вознесенський уланський полк
  - Ольвіопольський уланський полк
- 2-га бригада
  - Павлоградський гусарський полк
  - Ізюмський гусарський полк

### 1835-?
- 1-ша бригада
  - Бузький уланський полк
  - Одеський уланський полк
- 2-га бригада
  - Охтирський гусарський полк
  - Олександрійський гусарський полк

### ? -1856
- 1-ша бригада
  - Бузький уланський полк
  - Одеський уланський полк
- 2-га бригада
  - Київський гусарський полк
  - Інгерманландський гусарський полк

### 1856
- Казанський драгунський полк
- Бузький уланський полк
- Одеський уланський полк
- Київський гусарський полк
- Інгерманландський гусарський полк

### 1856-1860
- Казанський драгунський полк
- Чернігівський драгунський полк
- Бузький уланський полк
- Одеський уланський полк
- Київський гусарський полк
- Інгерманландський гусарський полк

### 1860-1873 (нумерація полків - з 25 березня 1864 роки)
- 9-й драгунський Казанський полк
- 10-й драгунський Новгородський полк
- 9-й уланський Бузький полк
- 10-й уланський Одеський полк
- 9-й гусарський Київський полк
- 10-й гусарський Інгерманландський полк

### 1873-1875
- 1-ша бригада
  - 9-й драгунський Казанський полк
  - 9-й уланський Бузький полк
  - 9-й гусарський Київський полк
- 2-га бригада
  - 10-й драгунський Новгородський полк
  - 10-й уланський Одеський полк
  - 10-й гусарський Інгерманландський полк

### З 1875
- 1-ша бригада - 1903: Влоцлавек; 1913: Казань:
  - 5-й драгунський Каргопольський полк - 1903: Конін; 1913: Казань
  - 5-й уланський Литовський Короля Віктора Еммануїла III полк - 1903: Влоцлавек; 1913: Симбірськ
- 2-га бригада - 1885-1903: Каліш; 1 913: Самара:
  - 5-й гусарський Олександрійський Ї. І. В. Государині Імператриці Олександри Федорівни полк - 1903: Каліш; 1913: Самара
  - 5-й Донський козацький військового отамана Власова полк - 1903: Велюнь
- 5-й кінно-артилерійський дивізіон - 1903: Здунська Воля 1913: Самара.

## Командування дивізії

### Начальники дивізії
- 27.07.1875 - 27.05.1881 - генерал-майор (з 30.08.1876 генерал-лейтенант) барон Таубе Максим Антонович
- 30.08.1881 - 12.07.1891 - генерал-лейтенант Сержпутовський Осип Адамович
- 10.07.1891 - 07.11.1892 - генерал-майор (з 30.08.1891 генерал-лейтенант) Ризенкампф Микола Олександрович
- 09.11.1892 - 30.05.1895 - генерал-майор Остроградський Всеволод Матвійович
- 11.06.1895 - 29.05.1901 - генерал-майор (з 14.05.1896 генерал-лейтенант) князь Еристов Давид Євстафійович
- 11.06.1901 - 02.07.1907 - генерал-майор (з 06.12.1902 генерал-лейтенант) Козловський Павло Олександрович
- 12.09.1907 - 29.05.1910 - генерал-лейтенант барон Рауш фон Траубенберг Євген Олександрович
- 29.05.1910 - 25.02.1912 - генерал-лейтенант Зандер Георгій Олександрович
- 25.02.1912 - 28.01.1915 - генерал-лейтенант Моріц Олександр Арнольдович
- 28.01.1915 - 29.07.1915 - генерал-майор Чайковський Микола Іванович
- 29.07.1915 - 02.04.1916 - генерал-майор Скоропадський Павло Петрович
- 26.04.1916 - 18.04.1917 - генерал-майор Нілов Іван Дмитрович
- З 19.04.1917 - генерал-майор Великопольський Леонтій Миколайович